# Нешер
Нешер (івр. נשר, букв. «Сип білоголовий») — місто в Ізраїлі, був заснований в 1923 році. Місто розташоване в мальовничій горбистій місцевості на горі Кармель, в 4-х кілометрах на схід від міста Хайфи.

## Загальна довідка
Створювався Нешер як поселення міського типу. Місто Нешер оточений величезним парком «Кармель» - одним з найбільших парків Ізраїлю. Райони міста впритул наближаються до Хайфського Техніону (ВНЗ технічного спрямування) і студентських гуртожитків Університету. Чисельність населення Нешера - 23,829 осіб (на 29 квітня 2010 року). З них 6 тисяч осіб - це репатріанти останньої хвилі з колишнього Союзу. У Нешера 5 мікрорайонів: Бен-Дор, Тель-Ханан, Гиват-Нешер, Рамот-Іцхак і Гиват-Амос. За проектом місто розрахований на 35000 осіб.

## Історія Нешера
Місцевість, де розташований Нешер була заселена ще в епоху бронзи, про що свідчать розкопки археологів. Розкопки проводяться і зараз поблизу стадіону на Дерех Бар-Йегуда. Вперше офіційне визнання поселення на місці нинішнього Нешера отримали в 1925 році. Тоді тут було кілька арабських сіл: Бальеда-Шейх, Хавса і село Яжур (згодом тут євреями-поселенцями був організований кібуц Ягур). На болотистій місцевості селяни-араби вели примітивне сільське господарство. У самого підніжжя гори Кармель жили майстрові: гончарі, каменотеси, скотарі. Землі в районі нинішньої промислової зони Нешера належали багатому сирійцеві Хорі, йому ж належав і завод Цемент-Нешер. У 1922 році після смерті Хорі, ці землі викупив Міхаель Полик єврей з Росії. На купленій землі він побудував завод з виготовлення збірно-щитових дерев'яних будиночків. Михайло Полик і став родоначальником майбутнього міста Нешера, здаючи в оренду євреям-робочим збірно-щитові будинки, щоб вони селилися в цьому районі.
Арабам з самого початку не подобалося єврейське присутність, з кожним днем відносини між євреями і арабами загострювалися. Так тривало до 1936 року, коли прості сутички стали переростати у відкриту ворожнечу. Першою жертвою став єврей-робочий, а незабаром арабами були вбиті ще кілька євреїв, які приїхали в місто на автомобілі. Так не могло більше продовжуватися, і в 1939 році євреї створили перші загони самооборони. У відповідь на це араби-робітники стали йти з заводу. Євреї через нечисленність не могли впоратися з роботою, і завод закрився.
Через деякий час завод купила компанія «Солель Боне (івр.)», І робота відновилася. Почалося будівництво багатоквартирних будинків, у яких селилися єврейські родини. На той час в місті проживало близько 1500 євреїв.
Почалася Друга світова війна - ворожнеча між євреями і арабами кілька затихла. Британська влада, побоюючись вторгнення німецьких військ, стали залучати населення до будівництва оборонних споруд.
Почався набір євреїв і арабів в англійський добровольчий корпус, і ворожнеча затихла до закінчення війни, щоб потім розгорітися з новою силою.

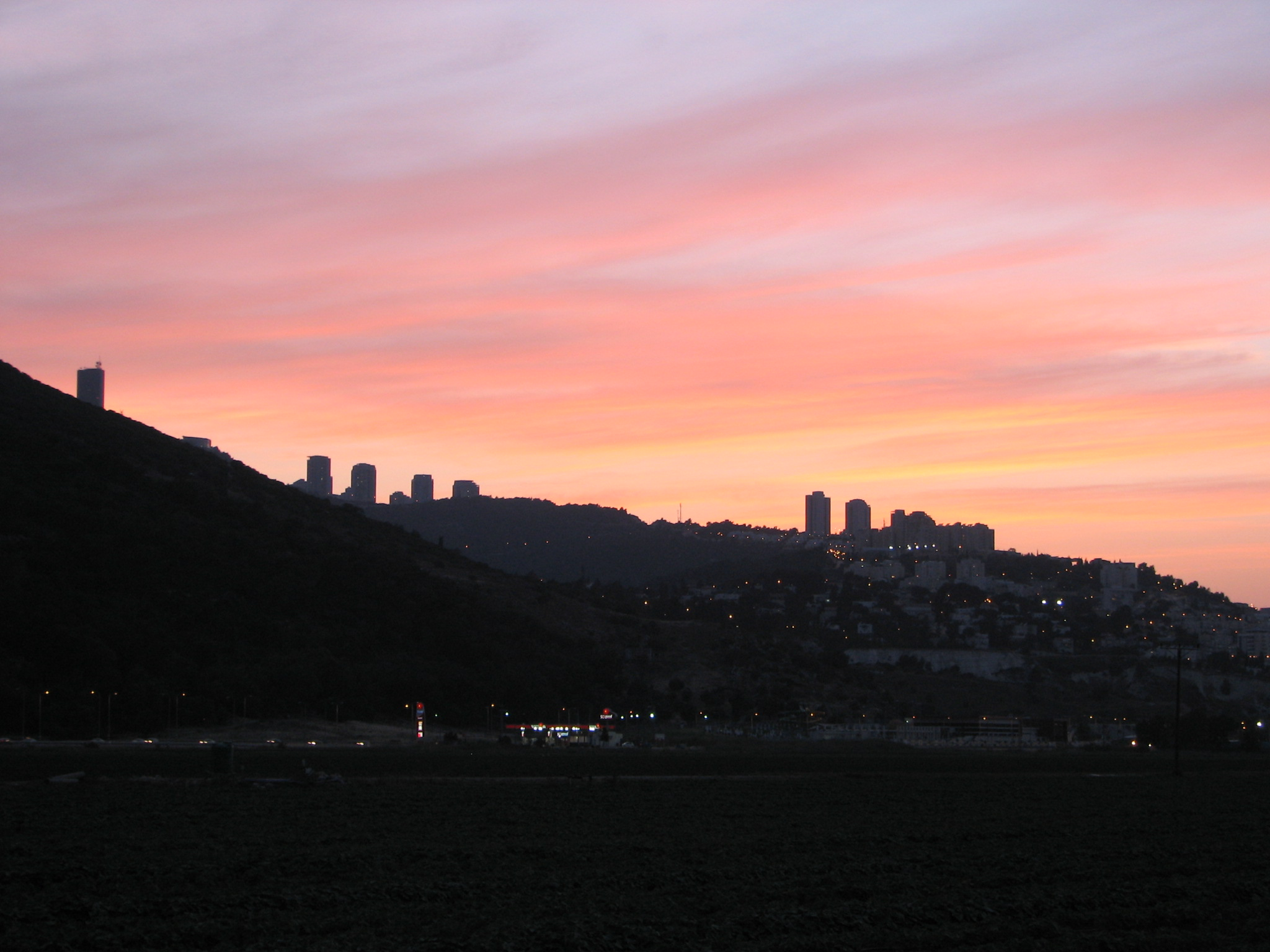
Нешер на заході, дивлячись на захід від перехрестя Ягур

Бомба, кинута арабами біля прохідної заводу в селі Бальеда-Шейх, все повернула на круги своя, і ворожнеча відновилася. Незабаром араби вбили 42 єврея - жителів Нешера. У відповідь 31 грудня 1947 року єврейський загін самооборони за підтримки студентів Хайфського Техніона напав на арабів. Араби припинили напади, а на початку війни за незалежність в 1948 році стали тікати з сіл, рятуючись від бойових дій і підкорившись наказам арабських лідерів. 2500 арабів поплили на човнах в сторону Лівану.
З початку 1948 року почалася масова репатріація євреїв до Ізраїлю з Африки, Іраку і країн Європи: Угорщини, Румунії, Польщі, Болгарії, Росії. У день прибувало до 1000 чоловік, у місяць до 30 000. Зростав населення і майбутнього міста Нешера. Не вистачало житла, не було електрики, воду носили вручну з далеких колодязів. На допомогу прийшов завод, який тимчасово дав майбутньому місту воду і електрику.
Нових жителів чекали і інші труднощі: багато хворіли на малярію, страждали від неякісної води і укусів мошки. Тільки в 1951 році Нешер централізовано отримав і воду, і світло. З цієї нагоди відбувся великий Свято води і світла, організований добровольцями-активістами. Святкували його кожен на свій лад, дотримуючись місцеві традиції і традиції країн результату.
У 1952 році в Нешера з'явилася міська адміністрація. Першим головою Нешерского ради став Ієгуда Шамрані. У місті були офіційно затверджені чотири райони Бен-Дор, Тель-Ханан, Гиват-Нешер і Гиват-Амос. Нешер став швидко розвиватися і для цього були всі умови. Проблем з водою і електрикою вже не було, з'явилися нові підприємства в промисловій зоні.

## Розвиток сучасного Нешера
Араби так і не повернулися в свої села, тому адміністрацією було прийнято рішення знести 1600 старих арабських будинків, непридатних для житла. Почалося будівництво житла за новим генеральним планом для зростаючого населення міста.
Рельєф місцевості змусив вирішувати складні питання містобудування, будувати будинки поступово, рити численні сходи.
Зростання числа жителів і наявність сучасної інфраструктури дозволило в 1995 році рішенням Прем'єр-Міністра Іцхака Рабина перевести Нешер в розряд міст.
Першим мером міста став в 1989 році Давид Амар. На виборах 2013 року його поступився своїм місцем Аві Бінамо.
У Нешера повністю вирішена проблема знімного субсидованого житла для пенсіонерів ( «Мікбацей діюр»). Для літніх людей були побудовані два висотних будинки - всі нужденні в житло отримали квартири в нових будинках. В основному це пенсіонери, які приїхали в Ізраїль до 31 грудня 2002 року. Нешер - зелене місто з безліччю парків і скверів.